# Сан-Клементе (Каліфорнія)
Сан-Клементе (англ. San Clemente) — місто (англ. city) в США, в окрузі Орандж штату Каліфорнія. Населення — 64 293 особи (2020).

## Географія
Сан-Клементе розташований за координатами 33°26′57″ пн. ш. 117°36′47″ зх. д. / 33.44917° пн. ш. 117.61306° зх. д. (33.449144, -117.613119). За даними Бюро перепису населення США в 2010 році місто мало площу 50,42 км², з яких 48,46 км² — суходіл та 1,96 км² — водойми.

## Демографія
Згідно з переписом 2010 року, у місті мешкали 63 522 особи в 23 906 домогосподарствах у складі 16 757 родин. Густота населення становила 1260 осіб/км². Було 25966 помешкань (515/км²).
Расовий склад населення:
| - 86,0 % — білих - 3,7 % — азіатів - 0,6 % — корінних американців - 0,6 % — чорних або афроамериканців - 0,1 % — вихідців з тихоокеанських островів - 5,4 % — осіб інших рас |

До двох чи більше рас належало 3,6 %. Частка іспаномовних становила 16,8 % від усіх жителів.
За віковим діапазоном населення розподілялося таким чином: 24,4 % — особи молодші 18 років, 62,4 % — особи у віці 18—64 років, 13,2 % — особи у віці 65 років та старші. Медіана віку мешканця становила 39,7 року. На 100 осіб жіночої статі у місті припадало 100,9 чоловіків; на 100 жінок у віці від 18 років та старших — 98,8 чоловіків також старших 18 років.
Середній дохід на одне домашнє господарство становив 131 903 долари США (медіана — 98 153), а середній дохід на одну сім'ю — 154 736 доларів (медіана — 119 739). Медіана доходів становила 89 425 доларів для чоловіків та 53 586 доларів для жінок. За межею бідності перебувало 8,0 % осіб, у тому числі 9,7 % дітей у віці до 18 років та 4,9 % осіб у віці 65 років та старших.
Цивільне працевлаштоване населення становило 30 967 осіб. Основні галузі зайнятості: науковці, спеціалісти, менеджери — 17,4 %, освіта, охорона здоров'я та соціальна допомога — 17,4 %, мистецтво, розваги та відпочинок — 11,4 %, роздрібна торгівля — 9,7 %.